# Старий Мясткув
Старий Мясткув (пол. Stary Miastków) — село в Польщі, у гміні Мясткув-Косьцельни Ґарволінського повіту Мазовецького воєводства.
Населення — 442 особи (2011).
У 1975-1998 роках село належало до Седлецького воєводства.

## Демографія
Демографічна структура станом на 31 березня 2011 року:
|          | Загалом | Допрацездатний вік | Працездатний вік | Постпрацездатний вік |
| -------- | ------- | ------------------ | ---------------- | -------------------- |
| Чоловіки | 216     | 49                 | 141              | 26                   |
| Жінки    | 226     | 61                 | 125              | 40                   |
| Разом    | 442     | 110                | 266              | 66                   |